# Cheikhou Kouyaté
Cheikhou Kouyaté (født 21. december 1989) er en senegalesisk professionel fodboldspiller, som senest har spillet for Premier League-klubben Nottingham Forest og Senegals landshold.

## Klubkarriere

### RWDM Bruxelles
Kouyaté begyndte sin professionelle karriere med RWDM Bruxelles, som han debuterede for i 2007.

### Anderlecht

#### Transfer og leje
Kouyaté skiftede i juli 2008 til Anderlecht, og blev med det samme udlånt til KV Kortrijk.

#### Anderlecht karriere
Kouyaté debuterede for Anderlecht i 2009-10 sæsonen, og blev over de næste år en vigtig del af truppen. I sin tid hos Anderlecht var han med til at vinde den belgiske liga 4 gange.

### West Ham United
Kouyaté skiftede i juni 2014 til West Ham United. Han spillede over de næste fire sæsoner mere end 100 kampe for klubben.

### Crystal Palace
Kouyaté skiftede i august 2018 til Crystal Palace. Efter ankomsten af Patrick Vieria som træner, blev Kouyaté også udnyttet som forsvarsspiller, og fandt succes i sin nye rolle.

### Nottingham Forest
Kouyaté skiftede i august 2022 til Nottingham Forest.

## Landsholdskarriere

### Ungdomslandshold
Kouyaté spillede i 2007 tre kampe for Senegals U/20-landshold.

### Olympiske landshold
Kouyaté var del af Senegals trup til sommer-OL 2012.

### Seniorlandshold
Kouyaté debuterede for Senegals landshold den 29. februar 2012. Han var del af Senegals trup til VM 2018. Han har også været del af Senegals trupper til Africa Cup of Nations i 2015, 2017, 2019, 2021 og 2023.